# Gevrai
Gevrai är en ort i Indien.   Den ligger i distriktet Bid och delstaten Maharashtra, i den centrala delen av landet, 1 100 km söder om huvudstaden New Delhi. Gevrai ligger 465 meter över havet och antalet invånare är 30 406.
Terrängen runt Gevrai är platt. Runt Gevrai är det ganska tätbefolkat, med 160 invånare per kvadratkilometer. Trakten runt Gevrai består till största delen av jordbruksmark.